# Kalmár László (filmrendező)
Kalmár László (Budapest, 1900. december 16. – Budapest, 1980. május 30.) Kossuth-díjas magyar filmrendező.

## Életpályája
Szülei Kalmár (szül. Droblenka) József (1860–1946) és Gál Julianna (1869–1948) voltak. 1916-ban került statisztaként a Filmgyárba, 1919-ben segédrendező lett. Gépészmérnökként végzett 1920-ban a Műszaki Főiskolán. Korda Sándor, Kertész Mihály, Bolváry Géza és Balogh Géza mellett tanulta a filmezést, dramaturg, forgatókönyvíró, később pedig felvételvezető lett. Az 1935-ben készült Édes mostoha című filmnek volt a vágója. 1938 és 1944 között 17 játékfilmet rendezett. Első rendezése az 1938-ban készült Süt a nap című film volt. Kiemelkedik életművében az 1939-ben készült Halálos tavasz című film, amely Zilahy Lajos 1922-ben megjelent regényéből készült, cselekményét 1936-ba helyezte. Ez volt Karády Katalin első filmje, ismertté is ez tette. 1944 és 1951 között nem készített filmet. 1951-ben rendezte meg a Déryné című filmet, ezután még négy filmet rendezett 1963-ban történt nyugdíjba vonulásáig. Az 1957-ben készült A nagyrozsdási eset című filmjét betiltották, csak 1984-ben mutatták be. Magányosan, elfeledetten halt meg 79 éves korában.
Házastársa Werling Jolán volt, akivel 1940. december 24-én Budapesten, az Erzsébetvárosban kötött házasságot.

## Filmjei

### Rendező
| - Süt a nap (1938) - Nincsenek véletlenek (1939) - Halálos tavasz (1939) - Elnémult harangok (1940) - Tóparti látomás (1940) - Dankó Pista (1941) - Lángok (1941) - Bob herceg (1941) - Szűts Mara házassága (1941) - Haláltánc (1942) - Fráter Loránd (1942) | - Halálos csók (1942) - Egy szív megáll (1942) - Tilos a szerelem (1943) - Sziámi macska (1943) - Fekete hajnal (1943) - Fiú vagy lány? (1944) - Déryné (1951) - Ecseri lakodalmas (1952) - Gábor diák (1956) - A nagyrozsdási eset (1957) - A szélhámosnő (1963) |

### Forgatókönyvíró
- Semmelweis (1940, Babay Józseffel és Bihari Lászlóval)
- Egy éjszaka Erdélyben (1941, Asztalos Istvánnal és Vaszary Gáborral)
- Dankó Pista (1941, Bihari Lászlóval és Nagymihály Sándorral)
- Négylovas hintó (1942, Pacséry Lászlóval és K. Halász Gyulával)
- Halálos csók (1943, Zsigray Juliannával)
- Sziámi macska (1943)
- Fekete hajnal (1943, Pacséry Lászlóval)
- Fiú vagy lány? (1944, Zsigray Juliannával)

### Felvételvezető
- Az én lányom nem olyan (1937)
- Mámi (1937)
- A 111-es (1937)
- Uz Bence (1938)

## Díjai, elismerései
- Kossuth-díj (1952)
- Érdemes művész (1965)